# Anton Zwengauer

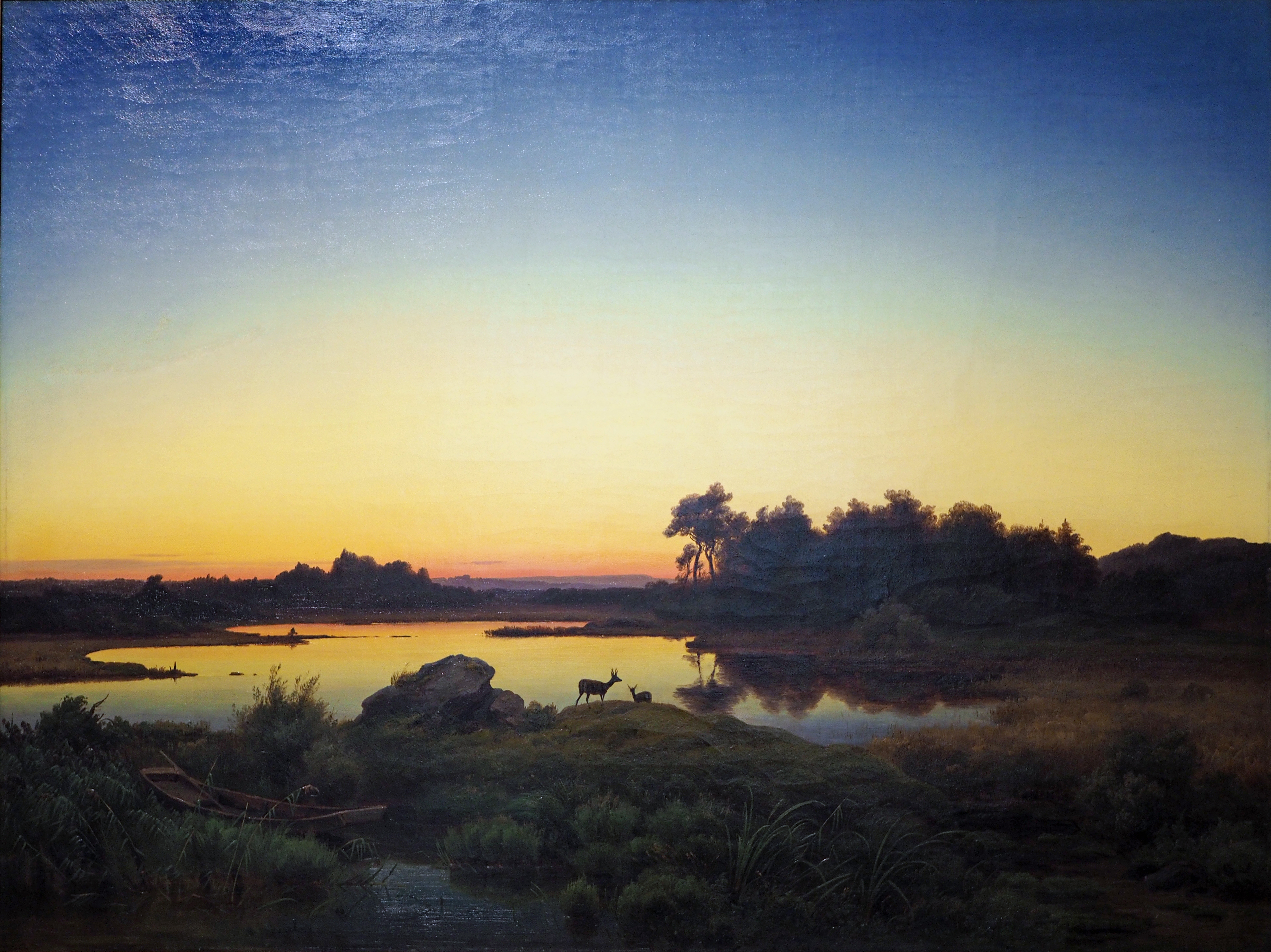
Rehe in Landschaft mit Sonnenuntergang, Städel Museum Frankfurt a. M.

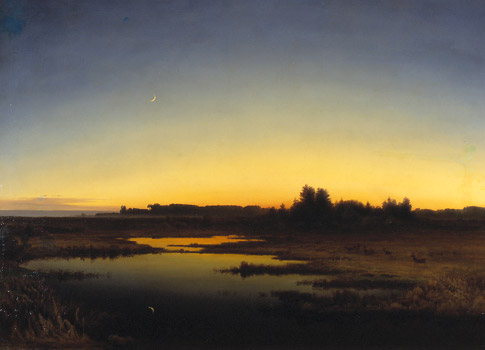
Anton Zwengauer: Sonnenuntergang

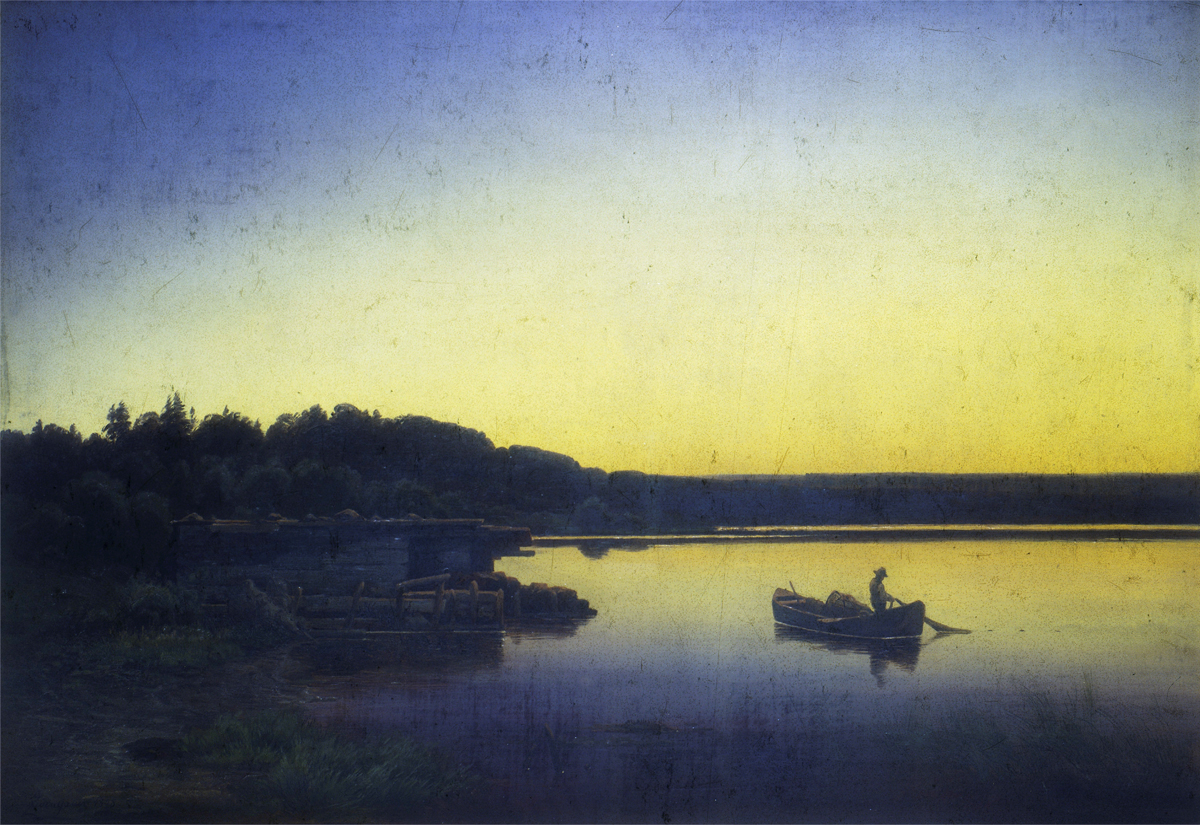
Anton Zwengauer: Sonnenuntergang am Bodensee

Anton Zwengauer (* 11. Oktober 1810 in München; † 13. Juni 1884 ebenda) war ein deutscher Maler des Biedermeier.

## Leben
1827 schrieb sich Zwengauer an der Kunstakademie in München ein und wurde dort u. a. Schüler von Peter von Cornelius. Zunächst in der Historienmalerei ausgebildet, wandte sich Zwengauer bereits 1828 dem Landschaftsstudium in der freien Natur zu, das in diesen Jahren an der Akademie nicht gelehrt wurde. Er begann die bayerischen und österreichischen Alpen zu bereisen und brachte eine reiche Auswahl an Skizzen und Aquarellen mit nach Hause.
Schnell entwickelte er sich zu einem der Landschaftsmaler, denen in der genauen Beobachtung der Naturstimmung ein neues Bild Oberbayerns. Seit 1833 stellte er Landschaftsbilder im Münchner Kunstverein aus. Sein künstlerischer Durchbruch gelang ihm 1841 mit dem Verkauf des Bildes Mittag auf der Alm an den russischen Oberst Andreas Barischnikoff. Bekannt und gefragt wurden seine Gemälde mit Sonnenuntergängen, so dass man laut Hyacinth Holland noch um 1900 angesichts jedes klaren Abends von einem „echten Zwengauer“ sprach. In der Wahl seiner Motive versuchte Zwengauer stets, die Naturlandschaften innewohnende Kraft und Ruhe in eine geradezu feierliche Stimmung zu übertragen.
1853 berief König Maximilian II. von Bayern Zwengauer zum Konservator der Gemäldegalerie von Schloss Schleißheim. Ab 1869 war er als „kgl. Centralgemäldegalerie-Konservator“ Leiter der Alten Pinakothek.
Der Landschaftsmaler Anton Georg Zwengauer war sein Sohn; der bayerische Oberstleutnant Karl Zwengauer sein Enkel.

## Grabstätte

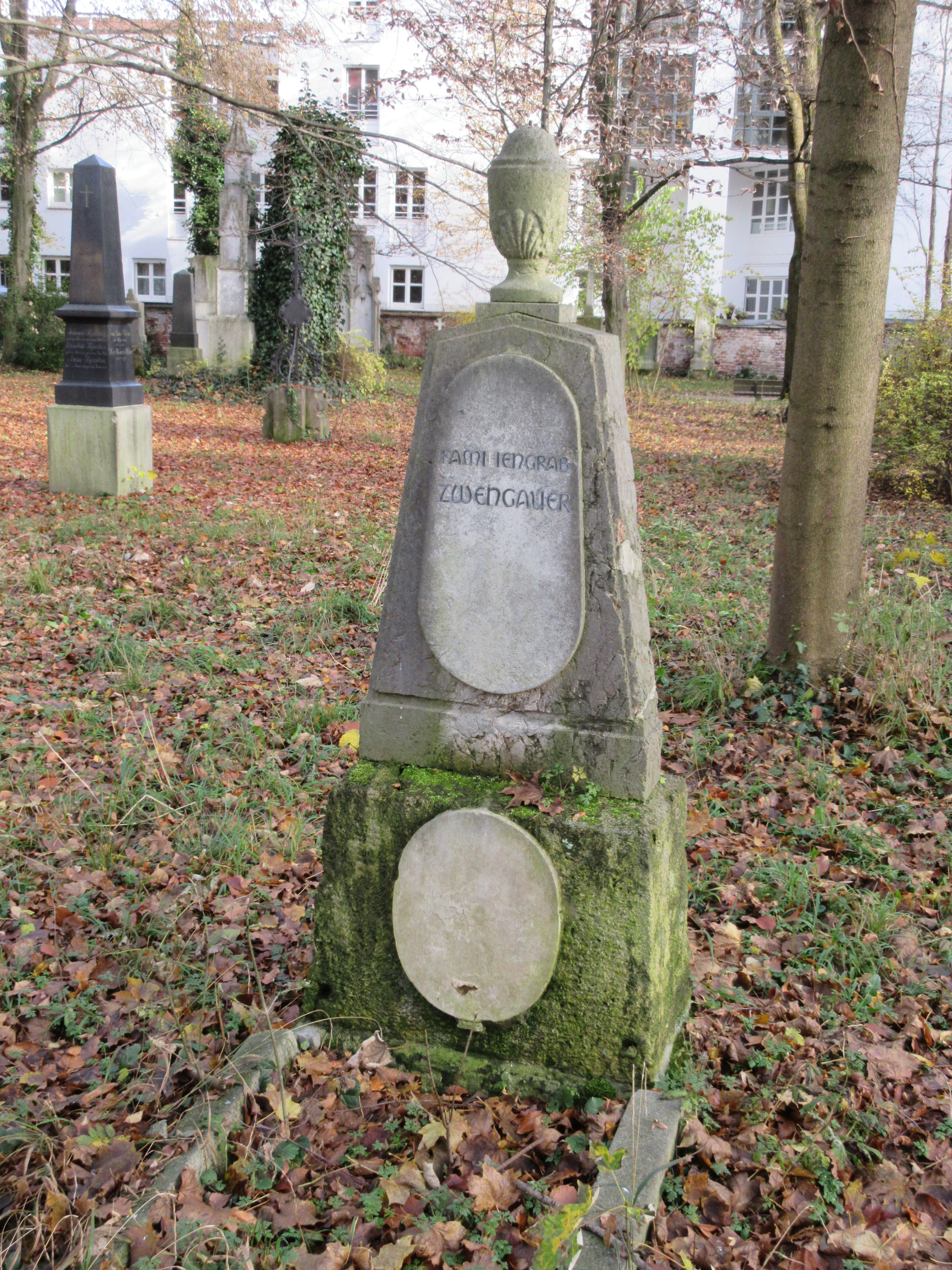
Grab von Anton Zwengauer auf dem Alten Südlichen Friedhof in München

Anton Zwengauer starb in München am 13. Juni 1884 nach längerer Krankheit im Alter von 73 Jahren. Die Grabstätte von Anton Zwengauer befindet sich auf dem Alten Südlichen Friedhof in München (Gräberfeld 5 – Reihe 13 – Platz 51) Standort.

## Werke (Auswahl)
- Nachtmahl auf dem Berg (1841)
- Herbstabend mit Hirsch am Wasser
- Benediktenwand im Abendlicht
- Die vier Jahreszeiten
- Zeichnungen in der Staatlichen Graphischen Sammlung München